# Lobråtens naturreservat
Lobråtens naturreservat är ett naturreservat i Nora kommun i Örebro län.
Området är naturskyddat sedan 2024 och är 24 hektar stort. Reservatet ligger nordost om Hammarby och består av barrskog med tallar på topparna och granskog längre ner.